# Паниранизм

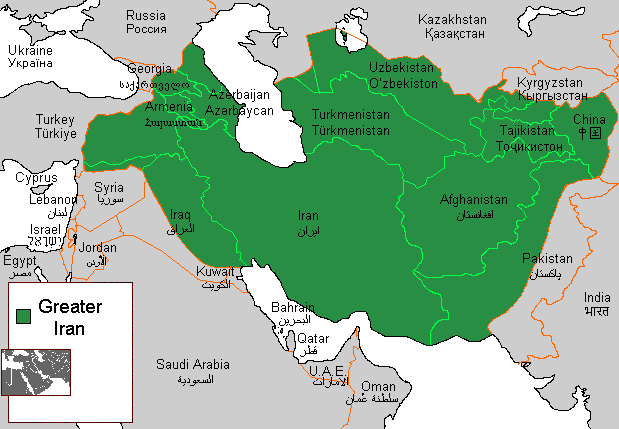
Географически и в культурном плане так называемый Великий Иран включает в себя всё Иранское нагорье, включая Центральную Азию (Бактрию) и Гиндукуш на северо-востоке, Афганистан и Западный Пакистан на юге и Ирак, Сирию и большую часть Закавказья на северо-западе

Паниранизм (перс. پان‌ایرانیسم‎) — идеология, распространённая в основном в Иране, Таджикистане и в северных провинциях Афганистана, сторонники которой выступают за объединение иранских народов, проживающих на Иранском нагорье и в других регионах, которые имеют значительные черты иранского культурного влияния, среди которых  курды, персы, таджики, таты, талыши, осетины, пуштуны, белуджи. Практически все последователи паниранизма также включают в свою идеологию азербайджанцев и уйгуров, которые хотя и говорят на тюркских языках, частично или в основном, по мнению паниранистов имеют иранское происхождение.

## Происхождение и идеология

Флаг Паниранистской партии

Ядром иранских народов на протяжении многих веков являлись Сасанидское и Сефевидское государства. В середине 1800-х годов часть иранских земель (Южный Кавказ) в результате русско-персидских войн отошла к Российской империи. (См. также: Большой Иран и Большая игра).
У истоков паниранизма стоял Ага-хан Кермани (конец XIX века). В 1925 году иранский философ д-р Махмуд Афшар, который сам являлся афшаром, т. е. тюрком азербайджанского происхождения разработал паниранскую идеологию более детально, чтобы направить её против набиравших силу пантюркизма и панарабизма, представлявших собой потенциальные угрозы территориальной целостности Ирана. Через труды Афшара красной нитью проходила мысль о националистическом характере иранского народа на протяжении длительной истории страны.
В отличие от аналогичных идеологий в других странах и регионах (как то пантюркизм, панславизм, панарабизм) паниранизм был этнически и лингвистически включительным и накрепко связан был прежде всего с территориальным национализмом, а не этническим или расовым. Накануне и в ходе Первой мировой войны и после неё пантюркистская пропаганда была нацелена на тюркоязычные земли Ирана, Кавказа и Центральной Азии. Конечной целью пантюркистов было убедить эти группы населения выйти из-под власти империй, которым они принадлежали, и присоединиться к новому мега-государству «Туран».

## История

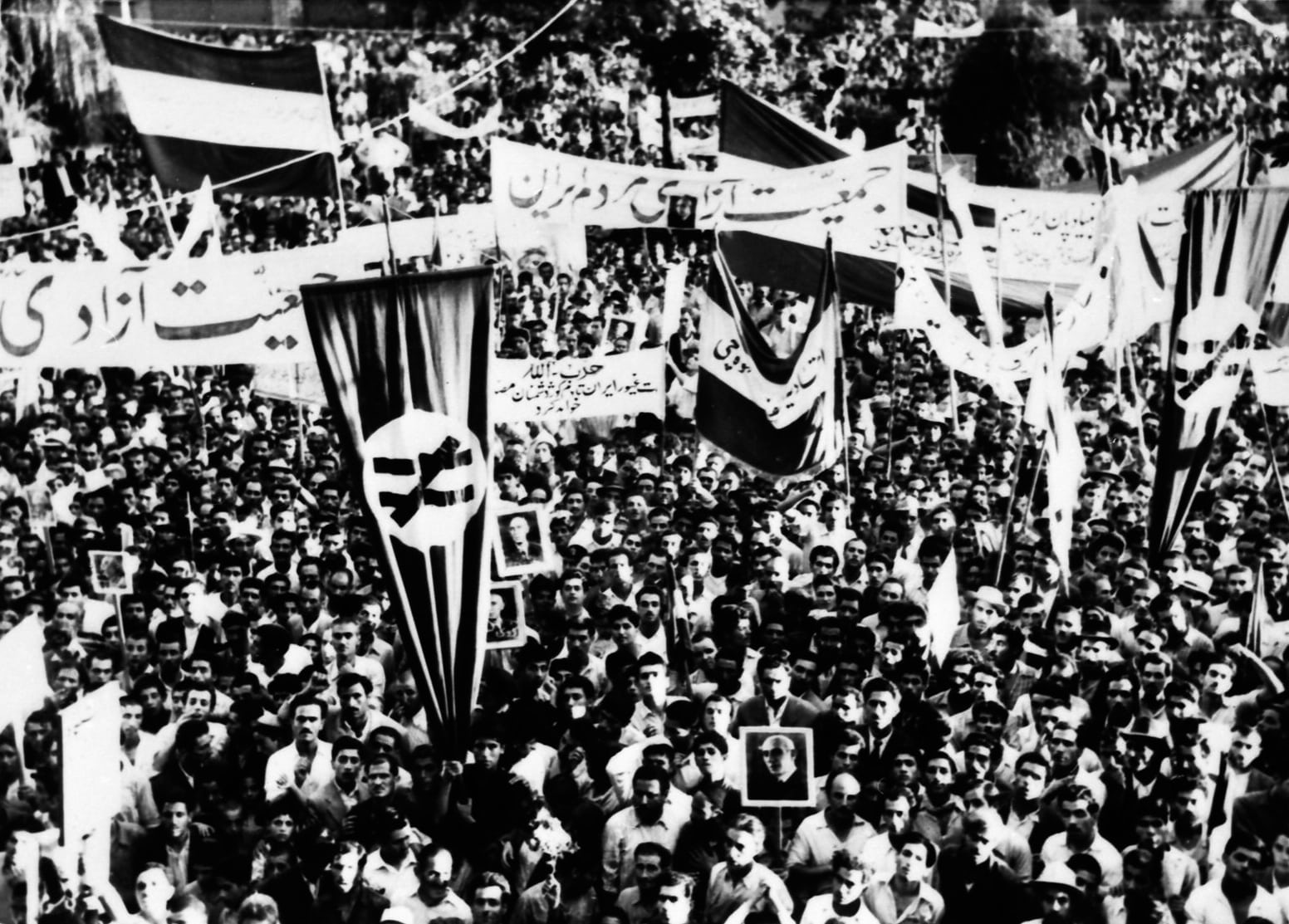
Паниранистские флаги, замеченные во время митингов сторонников Мосаддыка в Тегеране 16 августа 1953 года

После падения династии Каджаров (свергнутых по обвинению в коррупции) и прихода к власти Реза-шаха Пехлеви в 1925 году, последний провёл серию светских реформ, ограничивших власть шиитского духовенства Ирана. Многие националистические и социалистические мыслители надеялись, что эта новая эра будет также эрой демократических реформ. Однако, таковые реформы не состоялись... Реза-шах в своих словах и делах часто апеллировал к историческому наследию древнего, доисламского Ирана. Эти же древние образы вдохновляли националистических писателей, учителей, студентов. В их среде в 1930-е годы зародилось паниранистское движение (поначалу слабо организованное), делавшее упор на солидарность иранских народов, возрождение конструктивных традиций (высокоразвитое монументальное искусство, относительная веротерпимость и относительное же равноправие мужчин и женщин), пытаясь совместить их с надеждами на общую демократизацию страны.
В 1941 году — после англо-советского вторжения в Иран во время Второй мировой войны — паниранистское движение стало набирать силу, в т.ч. и в результате широко распространившегося чувства незащищенности среди иранцев, которые увидели, что шах оказался бессилен против англо-советского присутствия в стране. В 1941 году иранскими партизанами была создана подпольная националистическая организация Группа Мести (также известная как Анджоман или «Группа сопротивления»). Паниранистская группа была основана позже двумя студентами из Группы Мести и двумя другими студентами Тегеранского университета в середине 1940-х годов. Паниранистская группа, оформленная в сентябре 1946 г. в политическую партию, явилась первой организацией, которая официально приняла паниранистскую позицию и призвала к объединению иранских народов от Таджикистана до иракского и турецкого Курдистана. В 1951 году между лидерами партии Мохсеном Пезешкпуром и Дариушом Форухаром проявились разногласия относительно того, как партия должна работать, и в ней произошёл раскол. 2 фракции значительно отличались по своей организационной структуре и практике. Фракция Пезешкпура, которая сохранила название партии, заявила готовность действовать в рамках системы власти Мохаммед-Реза-Шаха Пехлеви. Фракции Форухара, которая приняла новое имя «Прометей Иран» (Партия иранской нации) настаивала на свержении существующей власти, активно участвовала в борьбе за национализацию нефти.
В марте 1975 года шах Мохаммед Реза Пехлеви провозгласил однопартийную систему и учредил новую Партию национального возрождения Ирана (Растахиз). Все прежние партии, включая паниранистскую, были распущены.

## Цитаты
Доктор Махмуд Афшар Язди определяет паниранизм следующим образом: 
 Паниранизм, на мой взгляд, должен быть «идеалом» и целью общих усилий всех жителей персидской языковой территории по сохранению общего древнего языка и литературы. Я имею в виду объединение всех иранских народов - персов, афганцев, луров, азербайджанцев, курдов, белуджей, таджиков и т. д. - для сохранения и уважения общей истории на несколько тысячелетий и общего литературного языка и литературы. Наш паниранизм должен быть оборонительным и культурным, а не наступательным. То есть противостоять другим «панам», таким как пантюркизм или панарабизм, которые намерены преступить свои территориальные границы.

## Критика паниранизма
Историк Леонард Биндер считает, что паниранизм «ирредентистское движение, которое выдохлось».
Бернард Льюис утверждает, что паниранизм никогда не был сильной идеологией.